# Paulino Montez
Paulino António Pereira Montez OC • OSE (Ajuda, Peniche, 3 de dezembro de 1897 — Lisboa, 16 de junho de 1988) foi um arquitecto português, cuja obra foi fundamentalmente feita durante o Estado Novo.

## Biografia
Nasceu na freguesia da Ajuda, em Peniche. Era filho do comerciante Eduardo Plácido Montez, natural de Rio Maior (freguesia de Fráguas), e de Maria de Jesus Montez, natural de Torres Vedras (freguesia de São Pedro).
Foi Director da Escola Superior de Belas Artes de Lisboa.
Arquitecto e aguarelista, concluiu o Curso Especial de Arquitectura Civil na Escola de Belas-Artes de Lisboa, em 1923. Trabalhou na Repartição das Construções Escolares / Ministério da Instrução Pública e foi docente em vários liceus da capital.
Deixou um percurso essencialmente ligado ao ensino e ao urbanismo, participando activamente na resolução de questões essenciais para a reforma dessas áreas. Foi vereador e vogal da Comissão Administrativa da Câmara Municipal de Lisboa (1935-37), deputado da Assembleia Nacional (1935-36) e integrou a Comissão Executiva do Gabinete do Plano de Urbanização da Costa do Sol, do Ministério das Obras Públicas. A 12 de Abril de 1937 foi feito Oficial da Ordem Militar de Sant'Iago da Espada e a 4 de Dezembro de 1943 foi feito Oficial da Ordem Militar de Cristo.
A 10 de agosto de 1938, casou civilmente em Lisboa com a escultora Ursula Peres y Leiro (Novo Redondo, África Ocidental Portuguesa, c. 1896 — 15 de junho de 1975), já divorciada, desde 1935, de Alberto Ribeiro Cardoso, filha de Júlio Peres y Leiro, natural de Lisboa (freguesia de Santa Isabel), e de Mariana Quioco, natural de Benguela, então na África Ocidental Portuguesa.
Professor de Urbanologia na Escola de Belas-Artes de Lisboa (1946-67) e seu director desde 1949. Foi também autor de vários planos de urbanização: bairros económicos do Alto da Ajuda (1937), do Alvito (1938-47) e da Encarnação (1940-46), em Lisboa; planos de urbanização da Costa do Sol, de Mafra, Caldas da Rainha, Peniche, Foz do Arelho, praias da Consolação, de S. Bernardino e do Baleal.
Foi também da sua responsabilidade a organização artística de feiras e comemorações: Ano X da Revolução Nacional (1936), no Parque Eduardo VII, em Lisboa; V Exposição “Agrícola, Pecuária, Industrial e de Automóveis” (1927), nas Caldas da Rainha.
Para esta última cidade, realizou ainda o pedestal do Monumento ao Pintor José Malhoa (1928), foi membro do júri do Concurso para o Monumento à Rainha D. Leonor e gizou o anteprojecto para o edifício do Museu José Malhoa (1934), erguido apenas em 1940, com desenvolvimento do arquitecto Eugénio Corrêa.
Ganhou vários prémios em concursos para pavilhões e monumentos e apresentou-se nos salões da Sociedade Nacional de Belas-Artes (3ª medalha de arquitectura, 1924), onde realizou uma exposição individual em 1926. Como aguarelista, a sua obra pautou-se essencialmente por temas filiados na observação naturalista de temática regional, também expondo na Sociedade Nacional de Belas-Artes.
Foi membro do Conselho Superior de Belas Artes, da Junta Nacional de Educação e da Academia Nacional de Belas-Artes. Integrou as direcções da Sociedade Nacional de Belas-Artes (presidente em 1933 e presidente da Assembleia Geral em 1941).
Morreu em Lisboa a 16 de junho de 1988.
Deixou obra teórica relevante, de que se destaca a colecção Estudos de Urbanismo em Portugal (1933-78).

## Obras
- Projecto de urbanização do Bairro da Encarnação (1940-46)[7]
- Projecto de urbanização do Bairro do Alvito (1938-47)